# 13 maj-händelsen (Malaysia)
13 maj-händelsen 1969 hänvisar till det kinesisk-malajiska sekteristiska våldet i Kuala Lumpur (då en del av delstaten Selangor), Malaysia, som enligt uppgift började den 13 maj 1969.
De rasistiska upploppen ledde till en deklaration av ett undantagstillstånd av monarken vilket resulterade i upphävandet av parlamentet av den malaysiska regeringen, medan nationella operationsrådet, även känt som Majlis Gerakan Negara, bildades som en expeditionsministär för att tillfälligt styra landet mellan 1969 och 1971.